# Victor da Silva Medeiros
Victor da Silva Medeiros, meglio noto come Vitinho (20 febbraio 1989), è un ex calciatore brasiliano, di ruolo attaccante.

## Carriera
Ha giocato nella massima serie dei campionati rumeno e nicaraguense.